# Conseil national (Slovaquie)
Ne doit pas être confondu avec Conseil national slovaque (1848-1849).
Pour les autres articles nationaux ou selon les autres juridictions, voir Conseil national.
9e législature (en)
Bâtiment du Conseil national
Le Conseil national de la République slovaque (en slovaque : Národná rada Slovenskej republiky, abrégé en Národná rada ou NR SR) est le parlement monocaméral de la Slovaquie depuis 1993. Il comprend 150 députés.

## Histoire

### Les prémices
Le premier Conseil national slovaque est constitué en 1848 mais son existence est éphémère. Le parlementarisme slovaque ne se développe que grâce aux députés de cette nationalité élus à l'Assemblée de Hongrie, la Slovaquie faisant à l'époque partie de l'empire d'Autriche-Hongrie. Le second Conseil national se réunit en septembre 1918, peu avant la fin de la Première Guerre mondiale, et fait connaître le désir du peuple slovaque de vivre en commun avec le peuple tchèque. Il est toutefois aboli en janvier 1919.

### La Seconde Guerre mondiale et le régime communiste
En 1938, en réaction à la volonté des autorités centrales de Tchécoslovaquie de ne pas reconnaître l'autonomie de la Slovaquie, les représentants des partis politiques slovaques la proclament unilatéralement, tout en reconnaissant les organes du pouvoir central. La première élection de l'Assemblée du Pays slovaque a lieu un an plus tard. Sous l'influence de l'Allemagne nazie, l'Assemblée proclame l'indépendance de la République slovaque en cette même année 1939 et se transforme, le temps d'organiser des élections qui n'auront jamais lieu, en Assemblée de la République slovaque. Dans le même temps, les Slovaques en exil fondent le troisième Conseil national slovaque, de même que la résistance slovaque sur le territoire même du pays. C'est ce Conseil national clandestin qui, à la fin de la Seconde Guerre mondiale, devint l'organe officiel du pouvoir et de la représentation du peuple slovaque.
Le Conseil national fut maintenu pendant la période du régime communiste de Tchécoslovaquie, de 1945 à 1989, mais avec des pouvoirs limités. Même si la Constitution fédérale de 1968 reconnaissait l'existence de deux États fédérés avec chacun leur Conseil national, la domination du Parti communiste tchécoslovaque limitait fortement la marge de manœuvre de l'organe parlementaire slovaque.

### L'autonomie, puis l'indépendance
En 1989, la révolution de velours abat le régime communiste en place depuis 1945, et le Conseil national coopte de nouveaux députés qui ne sont pas issus de la tendance communiste. Les premières élections libres se tiennent un an plus tard. À la suite des élections de 1992, Tchèques et Slovaques trouvent un accord sur la partition de la Tchécoslovaquie. Après avoir adopté le 17 juillet la « déclaration sur la souveraineté de la République slovaque », le Conseil national prend le 1er octobre le nom de Conseil national de la République slovaque, et l'indépendance est officiellement proclamée le 1er janvier 1993.

## Système électoral

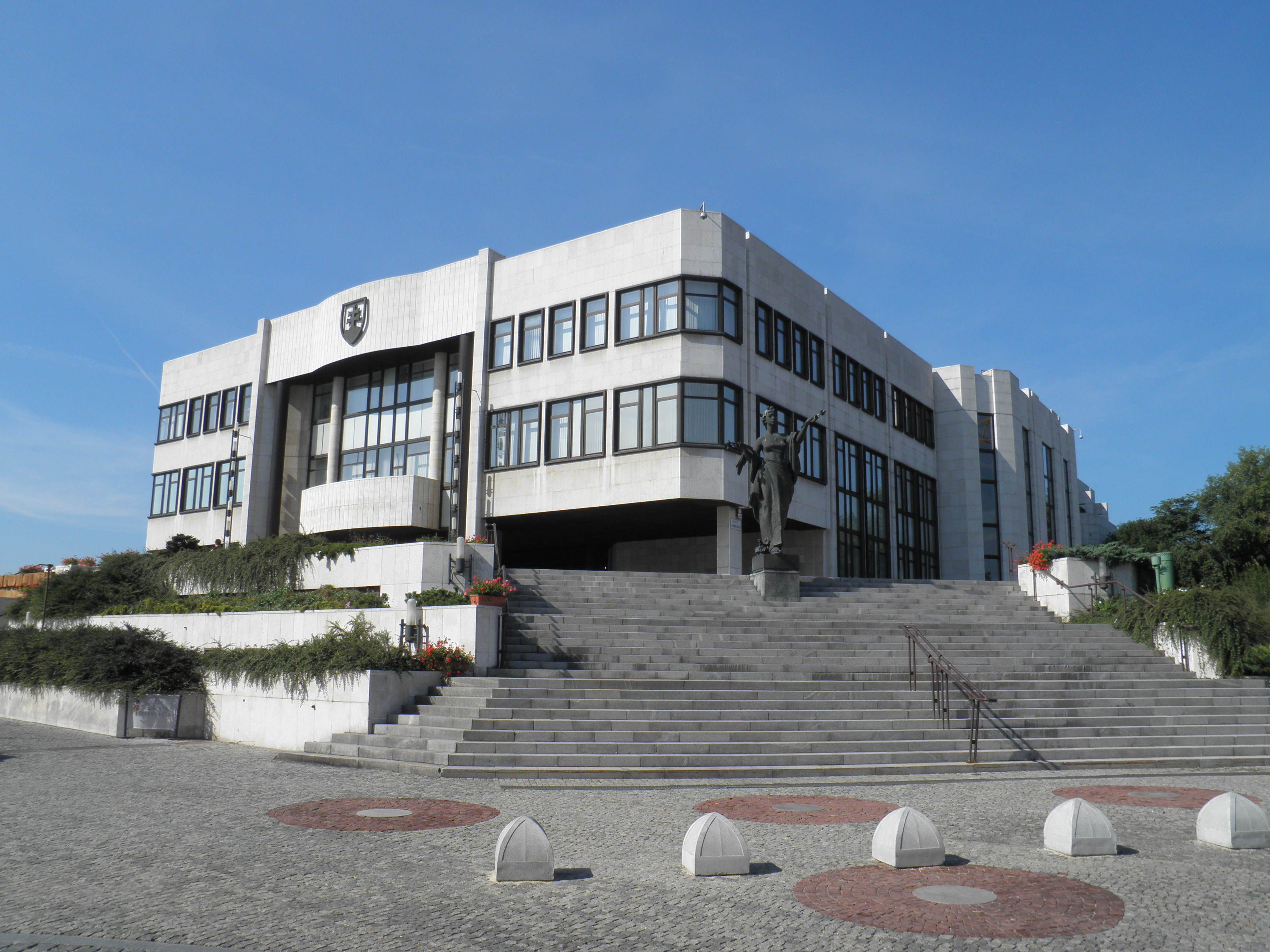
Bâtiment du Parlement à Bratislava.

Le Conseil national se compose de 150 sièges pourvus pour des mandats de quatre ans au scrutin proportionnel plurinominal avec listes ouvertes et seuil électoral de 5 % dans une unique circonscription nationale. Le seuil passe à 7 % pour une coalition de moins de quatre partis et à 10 % au delà. Les électeurs ont la possibilité d'effectuer jusqu'à quatre votes préférentiels pour des candidats de la liste choisie afin de faire monter leurs places dans celle-ci. Une fois le décompte de suffrages effectué, les sièges sont répartis entre tous les partis ou coalitions ayant franchi le seuil électoral selon la méthode dite « Hagenbach-Bischoff », et les sièges restants au plus fort reste,.
Les électeurs peuvent recourir au vote postal s'ils en font la demande, y compris ceux résidant à l'étranger. Si le droit de vote s'obtient à 18 ans, les candidats à la députation doivent être âgés d'au moins 21 ans, résider de manière permanente dans le pays et s'acquitter d'une caution de 17 000 euros qui ne lui est reversée que si le parti dont il est candidat obtient au moins 2 % des suffrages exprimés.

## Fonctions

### Procédure législative
Le Conseil national, en sa qualité de dépositaire du pouvoir législatif, possède la prérogative d'adopter, de modifier et d'abroger les lois. Il est également compétent en matière de révisions de la Constitution. Les autorités compétentes pour proposer des textes législatifs sont le gouvernement, les députés et commissions parlementaires du Conseil national. La procédure d'adoption de la loi s'effectue en trois lectures.

#### Première lecture
Il s'agit d'un débat général, au cours duquel aucun amendement et aucune modification ne peuvent être demandés. À l'issue de ce débat, le Conseil national peut rejeter le texte, le renvoyer à son auteur afin qu'il y apporte lui-même des modifications, ou le transmettre en deuxième lecture.

#### Deuxième lecture
C'est l'étape la plus importante. Le texte passe d'abord en commission, qui désigne un rapporteur. Lorsque plusieurs commissions sont saisies, celles-ci désignent un rapporteur commun. Le Conseil ne peut commencer à délibérer que quarante-huit heures au moins après avoir reçu communication du rapport de la ou des commission(s). C'est à ce moment que peuvent être déposés et votés des amendements. Pour ce faire, tout amendement doit être soutenu par au moins quinze députés.

#### Troisième lecture
Il s'agit simplement de l'approbation du texte par l'assemblée plénière. Seule peut être proposée la correction des erreurs législatives, techniques ou linguistiques. Pour proposer un amendement, il faut que celui-ci soit soutenu par au moins trente députés.

### Fonction de contrôle

#### Contrôle du gouvernement
La Slovaquie étant un régime parlementaire, le gouvernement répond de sa gestion devant le Conseil national.
À ce titre, les députés doivent approuver, dans les trente jours suivant la nomination du président du gouvernement, le programme du gouvernement. Ils en contrôlent l'application. Par ailleurs, le président du gouvernement peut, à tout moment, demander l'approbation par le Conseil national d'une motion de confiance, dont le rejet entraîne la démission collective de l'exécutif. En outre, tout député peut adresser une interpellation à un ministre, qui est tenu d'y répondre. Si le Conseil siège le jeudi, son ordre du jour comprend automatiquement une heure de questions au gouvernement, à 14 h, et tous les ministres doivent y assister.
Dans la mesure où le gouvernement est collectivement responsable de son action, et chaque ministre individuellement responsable de sa gestion, le Conseil national peut voter une motion de censure, à caractère collectif individuel. Toute motion de ce genre doit être déposée par au moins trente députés et ne sera réputée adoptée que si elle recueille au moins la majorité absolue des députés, soit au minimum 76 voix.

#### Contrôle budgétaire
Le Conseil national, ainsi que la commission parlementaire des Finances et du Budget, sont consultés pendant la préparation de la loi sur le budget de l'État. Cette loi doit être déposée sur le bureau le 15 novembre au plus tard et votée avant le 31 décembre, en suivant la procédure législative habituelle. Le contrôle sur les fonds publics au moment de l'examen du budget de l'État est total et concerne également la défense nationale et l'assurance maladie. Il est par ailleurs bon de noter que le Conseil national dispose de l'autonomie budgétaire, son budget étant géré par sa chancellerie, qu'il contrôle.
Une fois le budget de l'État adopté, il en contrôle l'exécution. Il approuve ainsi la loi de règlement des comptes annuels, peut mener des enquêtes sur pièce et sur place, et demander au bureau de contrôle supérieur, qu'il ne nomme pas mais dont il dispose, de mener tout contrôle ou toute vérification qu'il juge utile. En outre, il reçoit tous les trois mois le rapport du gouvernement sur ses propres dépenses.

#### Nominations
Il participe de la proposition au président de la République des juges à la Cour constitutionnelle et du procureur général de la Slovaquie. Il est par ailleurs le seul responsable dans le choix du Défenseur public des droits, une fonction créée en 2002. C'est en effet au Conseil national qu'il revient d'élire, parmi les candidats disposant du soutien d'au moins quinze députés, le titulaire de ce poste.

## Dissolution
La Constitution de 1993 prévoit dès l'origine la possibilité d'une dissolution du conseil par le président de la République dans des conditions principalement liées au rejet d'un vote de confiance au gouvernement : si le Conseil national n'approuve pas la déclaration de politique générale du gouvernement dans les six mois suivant sa formation ; si le Conseil national n'approuve pas dans les trois mois le projet de loi auquel le gouvernement a lié un vote de confiance ; si le Conseil national n'a pas tenu de séance durant plus de trois mois bien que la session ne soit pas ajournée et qu'il ait été durant cette période appelé à se réunir ; ou si la session du Conseil national a été ajournée pour une période plus longue que celle qui est prévue par la Constitution. Cette règle ne s'applique pas durant les six derniers mois de la législature. Si le chef de l'État a été destitué par référendum, il ne peut prononcer la dissolution du Conseil national dans l'intervalle précédant la fin de son mandat. 
Depuis un amendement voté fin janvier 2023, dans le contexte de l'échec du référendum constitutionnel organisé quelques jours plus tôt, le Conseil national peut voter lui-même sa dissolution, sur proposition d'au moins trente députés puis vote à la majorité qualifiée des trois cinquièmes du total de ses membres, soit 90 voix sur 150,.

## Organisation

### Groupes parlementaires
- Les groupes de la majorité sont indiqués en gris.

| Groupe | Groupe                       | Abréviation | Sièges | Président          |
| ------ | ---------------------------- | ----------- | ------ | ------------------ |
|        | SMER – social-démocratie     | SMER-SD     | 41     | Ján Richter        |
|        | Slovaquie progressiste       | PS          | 33     | Martin Dubéci      |
|        | HLAS – social-démocratie     | HLAS-SD     | 26     | Róbert Puci        |
|        | S-Pour le peuple-KÚ          | S-ZĽ-KÚ     | 14     | Michal Šipoš       |
|        | Liberté et solidarité        | SaS         | 12     | Branislav Gröhling |
|        | Mouvement chrétien-démocrate | KDH         | 11     | Igor Janckulík     |
|        | Parti national slovaque      | SNS         | 8      | Andrej Danko       |
|        | Non-inscrits                 | NI          | 5      | —                  |

### Liste des présidents
| Nom | Nom                  | Dates du mandat  | Dates du mandat              | Parti      |
| --- | -------------------- | ---------------- | ---------------------------- | ---------- |
|     | Ivan Gašparovič      | 23 juin 1992     | 29 octobre 1998              | HZDS       |
|     | Jozef Migaš          | 29 octobre 1998  | 15 octobre 2002              | SDĽ        |
|     | Pavol Hrušovský      | 15 octobre 2002  | 7 février 2006               | KDH        |
|     | Béla Bugár (intérim) | 7 février 2006   | 5 juillet 2006               | SMK-MKP    |
|     | Pavol Paška          | 5 juillet 2006   | 8 juillet 2010               | SMER-SD    |
|     | Richard Sulík        | 8 juillet 2010   | 13 octobre 2011              | SaS        |
|     | Pavol Hrušovský      | 13 octobre 2011  | 4 avril 2012                 | KDH        |
|     | Pavol Paška          | 4 avril 2012     | 17 novembre 2014 (démission) | SMER-SD    |
|     | Peter Pellegrini     | 25 novembre 2014 | 23 mars 2016                 | SMER-SD    |
|     | Andrej Danko         | 23 mars 2016     | 20 mars 2020                 | SNS        |
|     | Boris Kollár         | 20 mars 2020     | 25 octobre 2023              | Sme Rodina |
|     | Peter Pellegrini     | 25 octobre 2023  | 7 avril 2024                 | HLAS-SD    |
|     | Peter Žiga (intérim) | 7 avril 2024     | 26 mars 2025                 | HLAS-SD    |
|     | Richard Raši         | 26 mars 2025     | en cours                     | HLAS-SD    |